# Villars-Brandis
Pour les articles homonymes, voir Villars.
Villars-Brandis est une localité de Castellane et une ancienne commune française, située dans le département des Alpes-de-Haute-Provence en région Provence-Alpes-Côte d'Azur.
En 1964, la commune a été supprimée et rattachée à Castellane.

## Géographie
La commune avait une superficie de 4,58 km2

## Histoire
Par arrêté préfectoral du 29 avril 1964, la commune de Villars-Brandis est rattachée, le 1er juin 1964, à la commune de Castellane.

## Administration
| Période | Période | Identité | Étiquette | Qualité |
| ------- | ------- | -------- | --------- | ------- |
|         |         |          |           |         |

## Démographie
| 1315    | 1471   | 1793 | 1800 | 1806 | 1821 | 1831 | 1836 | 1841 |
| ------- | ------ | ---- | ---- | ---- | ---- | ---- | ---- | ---- |
| 10 feux | 2 feux | 130  | 105  | 100  | 146  | 140  | 111  | 96   |

| 1846 | 1851 | 1856 | 1861 | 1866 | 1872 | 1876 | 1881 | 1886 |
| ---- | ---- | ---- | ---- | ---- | ---- | ---- | ---- | ---- |
| 115  | 94   | 110  | 109  | 118  | 112  | 92   | 90   | 93   |

| 1891 | 1896 | 1901 | 1906 | 1911 | 1921 | 1926 | 1931 | 1936 |
| ---- | ---- | ---- | ---- | ---- | ---- | ---- | ---- | ---- |
| 95   | 91   | 66   | 57   | 49   | 33   | 22   | 20   | 18   |

| 1946 | 1954 | 1962 | - | - | - | - | - | - |
| ---- | ---- | ---- | - | - | - | - | - | - |
| 13   | 16   | 12   | - | - | - | - | - | - |

Histogramme

(élaboration graphique par Wikipédia)